# Claude Auguste Reynaud
Pour les articles homonymes, voir Reynaud.
Compléments
Le premier à décrire les bruits d'auscultation de la pleurésie
Claude Auguste Reynaud (né le 1er janvier 1803 à Billom et mort le 13 mai 1878 au Puy-en-Velay) est un médecin français qui a participé à la codification des signes cliniques de la pleurésie.

## Biographie
Il est le petit-fils de Dominique Reynaud, financier, receveur général des tailles du diocèse du Puy-en-Velay, anobli par le roi Louis XV, et le neveu du conventionnel Claude-André-Benoît Reynaud dit « Solon ».
Destiné au séminaire, il s'inscrit à l’École de médecine de Paris et est nommé interne le 14 décembre 1825.
En 1828, avec Andral, Blandin, Bouillaud, Cazenave, Dalmas, Littré et Royer-Collard, il fonde le Journal hebdomadaire de médecine. En 1829, il passe sa thèse de médecine sur le sujet : « Propositions d'anatomie pathologique et de diagnostic médical »
Devenu chef de clinique, il démissionne en 1832 et va s'installer au Puy où il devient médecin de l’hôpital puis chirurgien en chef. La même année — 1832 — il se marie.
Élu conseiller municipal en 1843, il est nommé maire du Puy, le 16 octobre 1846, par ordonnance du roi Louis-Philippe. En 1848, il refuse de proclamer la République et démissionne. Il se rallie rapidement à Napoléon III. De nouveau nommé maire, en 1852, il se prononce en faveur de l'Empire héréditaire mais finit par démissionner de la mairie.
Vers 1860, il achète le château du Villard à Saint-Germain-Laprade où il se retire vers 1864. Pendant la guerre de 1870, il reprend brièvement ses fonctions de chirurgien à l’hôpital du Puy puis retourne sur ses terres.
De 1866 à décembre 1877, il devient le protecteur et le mentor d'Émile Reynaud, fils de Benoît-Claude-Brutus Reynaud, son cousin germain.

## Travaux
En 1829, Reynaud décrit pour la première fois la diminution ou la disparition des vibrations thoraciques et le bruit de frottement de la plèvre dans la pleurésie. Mériadec Laennec, le neveu de Laennec, écrit : 

« Il (Laennec) avait, on peut le dire, épuisé la matière; et à part [...] le Mémoire de M. Reynaud sur un nouveau signe de la pleuresie, signe que Laennec avait même entrevu, tous les travaux en ce genre se réduisent à la critique plus ou moins juste de quelques-uns des faits qu'il avait constatés. »

« M. Reynaud, jeune médecin distingué, et l'un des disciples de Laennec qui s'occupait avec zèle de conserver et d'étendre la pratique de l'auscultation médiate, a constaté que si l'on fait coucher sur le ventre un malade égophone, ou si on l'oblige à se pencher en avant assez fortement pour que le dos soit presque horizontal, non seulement l'égophonie cesse de se faire entendre dans l'espace inter-scapulaire, mais encore y est remplacée par une bronchophonie plus ou moins forte, suivant que le poumon est sain ou enflammé. »

Par ailleurs, « en constatant que les bronches situées dans le voisinage de la partie oblitérée (et demeurées perméables) sont trouvées dilatées, Reynaud est sur le chemin de découvrir l'authentique pathogénie des bronchectasies. Par une intuition plus remarquable encore, Reynaud annonce le mécanisme de la guérison des cavernes » dues à la tuberculose,.

## Distinctions
Chevalier de la Légion d'honneur par décret du 1er janvier 1853.